# Blechnum divergens
Blechnum divergens là một loài thực vật có mạch trong họ Blechnaceae. Loài này được (Kunze) Mett. mô tả khoa học đầu tiên năm 1864.